# گورستان سن پر

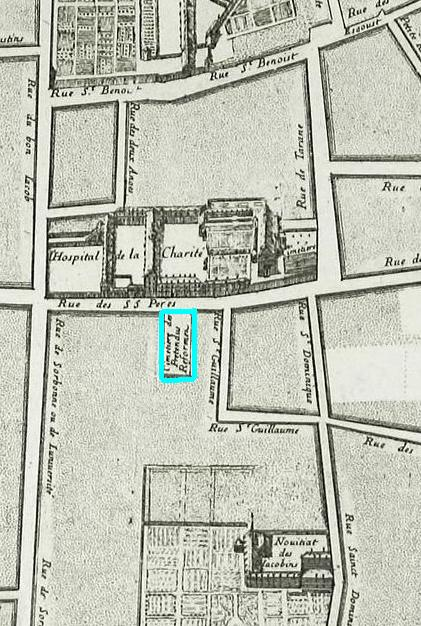
نمای گورستان

گورستان سن پر(گورستان پدران مقدس) (به فرانسوی: Cimetière des Saints-Pères)که به گورستان خیریه (cimetière de la Charité)نیز معروف است. یک گورستان قدیمی واقع در خیابان سن پر (Rue des Saints-Pères) در منطقه ۷ پاریس است.

## تاریخچه
در سال ۱۶۰۴ استفاده از گورستان سن ژرمن ممنوع شد و مخالفان اقدام به خریدن باغی مربعی شکل در خیابان سن پر نمودند. وسعت باغ ۲۴ متر در ۲۴ متر بود. اولین مراسم خاک‌سپاری در این گورستان در ۲۱ مارس ۱۶۰۴ انجام شد. این گورستان در سال ۱۶۸۵ به گورستان شریته (گورستان خیریه) تغییر نام داد و توسط بیمارستان شریته مورد استفاده قرار گرفت. دیواری به ارتفاع سه متر دور آن کشیده شده بود و روزانه حداقل یک جسددر آن به خاک سپرده می‌شد. این گورستان مانند سایر گورستان‌های درون‌شهری در سال ۱۷۸۵ به دستور شارل اکسل گیلمو بسته شد و قبرهای واقع در آن به کاتا کومب واقع در منطقه ۱۴ پاریس منتقل شد.